# Maestro FIDE
Maestro FIDE (MF) (en inglés: FIDE Master o FM) es un título que concede la Federación Internacional de Ajedrez (FIDE). Existe desde 1978 y está por debajo de los títulos de Gran Maestro Internacional y de Maestro Internacional, pero por encima del de Maestro Candidato, de reciente creación. El modo más habitual para obtener el título de Maestro FIDE es conseguir una puntuación de 2300 o más puntos en la lista del Rating FIDE. El título lo pueden obtener tanto hombres como mujeres que participen en competiciones internacionales de ajedrez. La regulación del título se encuentra en el manual de la FIDE.
El listado de la FIDE de julio de 2005 recoge más de 4300 MFs.